# 高顶螳属
高顶螳属（学名：Hypsicorypha）为椎头螳科的一个属。

## 下属物种
本属包括以下物种：
- 纤细高顶螳 Hypsicorypha gracilis Burmeister, 1838